# 전기 단자

수컷 및 암컷 커넥터의 개략도 기호

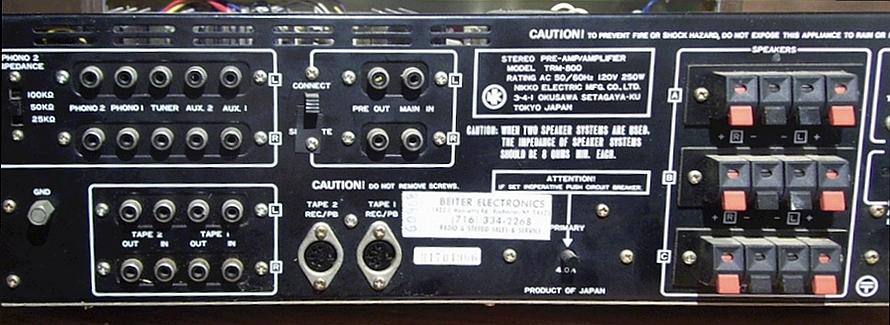
통합 앰프의 이 후면 패널에는 다양한 전기 단자가 있다.

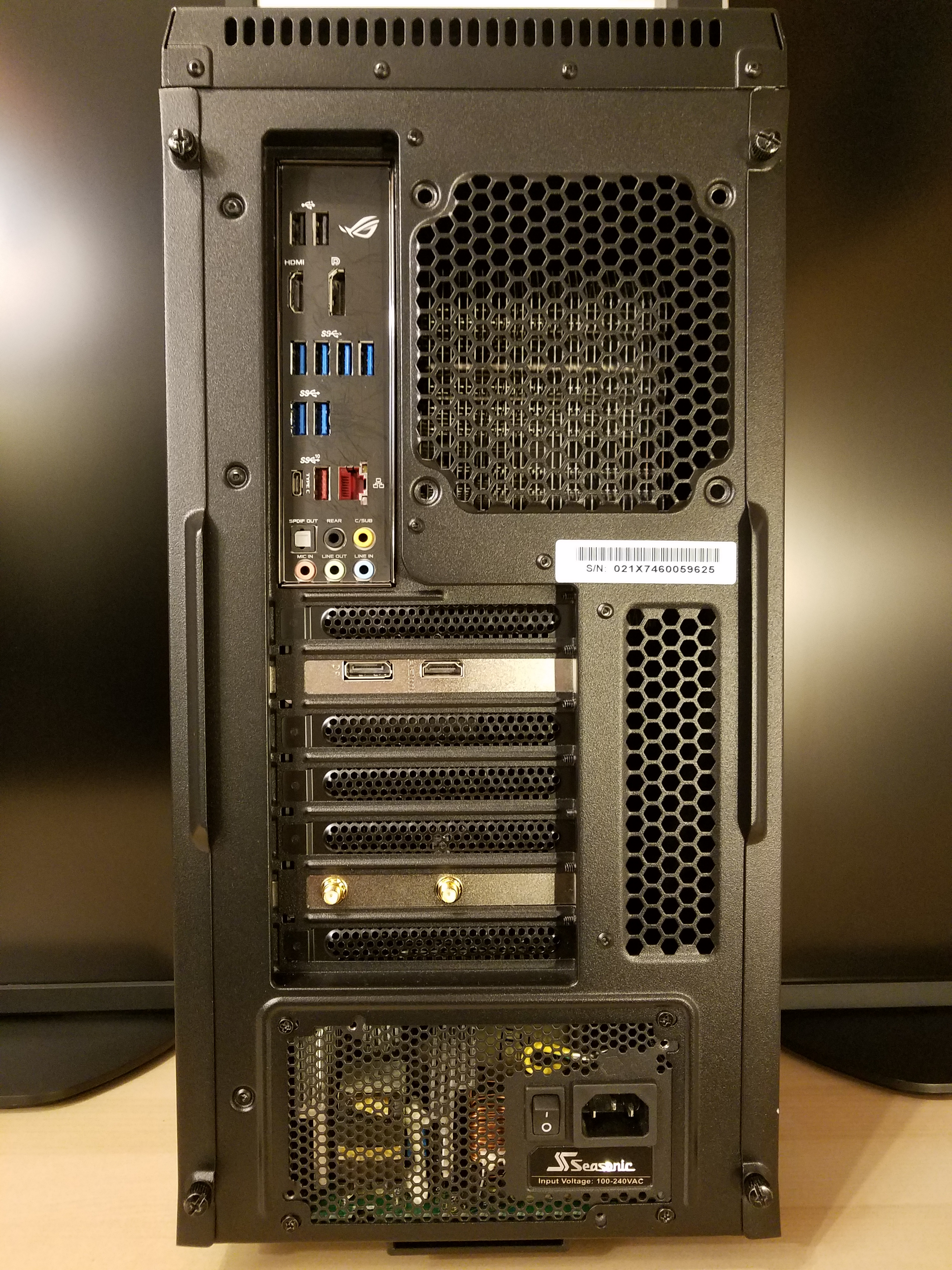
2018년 컴퓨터 후면의 커넥터

전기 회로의 구성 요소는 전기 전도체를 통해 전류가 흐를 수 있다면 전기적으로 연결된다. 전기 단자 또는 전기 커넥터(Electrical connector)는 전기 회로의 부품 간 또는 다른 전기 회로 간에 전기 연결을 생성하여 더 큰 회로로 결합하는 데 사용되는 전기 기계 장치이다.
연결은 분리 가능하거나(휴대용 장비의 경우), 조립 및 분리에 도구가 필요하거나, 두 지점 간의 영구적인 전기 접합부 역할을 할 수 있다. 어댑터를 사용하여 이종 커넥터를 결합할 수 있다. 대부분의 전기 단자에는 성별이 있다 – 즉, 플러그라고 불리는 수컷 부품은 암컷 부품 또는 소켓에 연결된다.
수천 가지 구성의 커넥터가 전력, 데이터 및 오디오비주얼 애플리케이션용으로 제조된다. 전기 단자는 기능에 따라 네 가지 기본 범주로 나눌 수 있다.
- 케이블에 영구적으로 부착되어 다른 터미널(정지된 기기 또는 다른 케이블)에 연결할 수 있는 인라인 또는 케이블 커넥터[5]
- 사용자가 케이블을 고정 장치에 연결할 수 있도록 장비에 영구적으로 부착된 섀시 또는 패널 커넥터
- 인쇄 회로 기판에 납땜되어 케이블 또는 철사 부착 지점을 제공하는 PCB 마운트 커넥터.[6]:56 (예: 핀 헤더, 나사 단자, 기판 간 커넥터)
- 두 가닥의 와이어 또는 케이블을 영구적으로 연결하는 스플라이스 또는 버트 커넥터(주로 절연 변위 커넥터)

컴퓨팅에서 전기 단자는 물리적 인터페이스로 간주되며 네트워킹 OSI 모형의 물리 계층의 일부를 구성한다.

## 물리적 구조
위에서 언급한 클래스 외에도 커넥터는 핀 배열, 연결 방법, 재료, 크기, 접촉 저항, 절연, 기계적 내구성, 침투 보호, 수명 (사이클 수) 및 사용 편의성으로 특징지어진다.
일반적으로 커넥터는 시각적으로 식별하기 쉽고, 조립이 빠르며, 저렴하고, 간단한 도구만 있으면 되는 것이 바람직하다. 어떤 경우에는 장비 제조업체가 다른 소스의 커넥터와 호환되지 않기 때문에 특정 커넥터를 선택할 수 있으며, 이는 연결할 수 있는 것을 제어할 수 있게 한다. 모든 애플리케이션에 모든 이상적인 특성을 가진 단일 커넥터는 없다. 유형의 확산은 제조업체의 다양하면서도 특정한 요구 사항의 결과이다.:6

### 재료
전기 단자는 본질적으로 두 가지 종류의 재료로 구성된다: 도체와 절연체. 도체 재료에 중요한 특성은 접촉 저항, 도전율, 기계적 강도, 성형성, 탄성이다. 절연체는 높은 전기저항을 가져야 하며, 고온을 견뎌야 하며, 정밀하게 맞도록 제조하기 쉬워야 한다.
커넥터의 전극은 일반적으로 우수한 도전율과 가단성 때문에 구리 합금으로 만들어진다.:15 대안으로는 황동, 인청동, 베릴륨구리가 있다. 기본 전극 금속은 종종 금, 니켈 또는 주석과 같은 다른 비활성 금속으로 코팅된다. 우수한 도전율, 기계적 견고성 및 부식 저항성을 가진 코팅 재료를 사용하면 금속-금속 접촉 패치를 제한하고 접촉 저항에 기여하는 부동태 산화층 및 표면 흡착물의 영향을 줄일 수 있다. 예를 들어, 구리 합금은 전극에 유리한 기계적 특성을 가지지만 납땜하기 어렵고 부식되기 쉽다. 따라서 구리 핀은 특히 아날로그 신호 및 고신뢰성 애플리케이션의 경우 이러한 단점을 완화하기 위해 일반적으로 금으로 코팅된다.
커넥터 부품을 함께 고정하는 접점 캐리어는 절연 특성 때문에 일반적으로 플라스틱으로 만들어진다. 하우징 또는 백셸은 성형 플라스틱 및 금속으로 만들 수 있다.:15 열전대 또는 대형 백열등과 관련된 고온용 커넥터 본체는 소성된 세라믹 재료로 만들 수 있다.

### 고장 모드
대부분의 커넥터 고장은 간헐적 연결 또는 개방 접점으로 이어진다.
| 고장 모드 | 상대 확률 |
| --------- | --------- |
| 개방 회로 | 61%       |
| 접촉 불량 | 23%       |
| 합선      | 16%       |

커넥터는 순전히 수동 부품이다 – 즉, 회로의 기능을 향상시키지 않는다 – 따라서 커넥터는 회로의 기능에 가능한 한 적게 영향을 미쳐야 한다. 커넥터(주로 섀시 장착형)의 불안정한 장착은 특히 극심한 충격이나 진동에 노출될 때 고장 위험에 크게 기여할 수 있다. 다른 고장 원인으로는 적용 전류 및 전압에 대해 부적절하게 정격된 커넥터, 부적절한 침투 보호 기능을 가진 커넥터, 마모되거나 손상된 나사식 백셸이 있다.
고온은 또한 커넥터에 고장을 일으킬 수 있으며, "눈사태" 고장을 초래한다 – 주변 온도가 증가하여 절연 저항이 감소하고 도체 저항이 증가하며, 이 증가는 더 많은 열을 발생시키고 사이클이 반복된다.
마모 부식(이른바 동적 부식)은 이를 방지하도록 특별히 설계되지 않은 전기 단자, 특히 자주 연결 및 분리되는 커넥터에서 흔히 발생하는 고장 모드이다. 표면 부식은 커넥터의 많은 금속 부품에 위험하며, 접촉부가 얇은 표면층을 형성하여 저항을 증가시켜 열 축적 및 간헐적 연결을 유발할 수 있다. 그러나 커넥터를 다시 연결하거나 재장착하면 표면 부식 문제를 완화할 수 있는데, 각 사이클마다 접촉면의 미세한 층을 긁어내어 신선하고 산화되지 않은 표면을 노출시키기 때문이다.

### 원형 커넥터
산업용 및 고신뢰성 애플리케이션에 사용되는 많은 커넥터는 원형 단면을 가지며 원통형 하우징과 원형 접점 인터페이스 형상을 갖는다. 이는 USB 또는 블레이드 커넥터와 같은 일부 커넥터의 직사각형 디자인과는 대조적이다. 일반적으로 더 쉬운 연결 및 분리, 견고한 환경 밀봉 및 견고한 기계적 성능을 위해 사용된다. MIL-DTL-5015 및 MIL-DTL-38999가 일반적으로 지정되는 군사, 항공우주, 산업 기계 및 철도 분야에서 널리 사용된다. 사운드 엔지니어링 및 무선 통신과 같은 분야에서도 XLR 단자 및 BNC 단자와 같은 원형 커넥터를 사용한다. AC 전원 플러그도 일반적으로 원형이며, 예를 들어 슈코 플러그 및 IEC 60309가 있다.

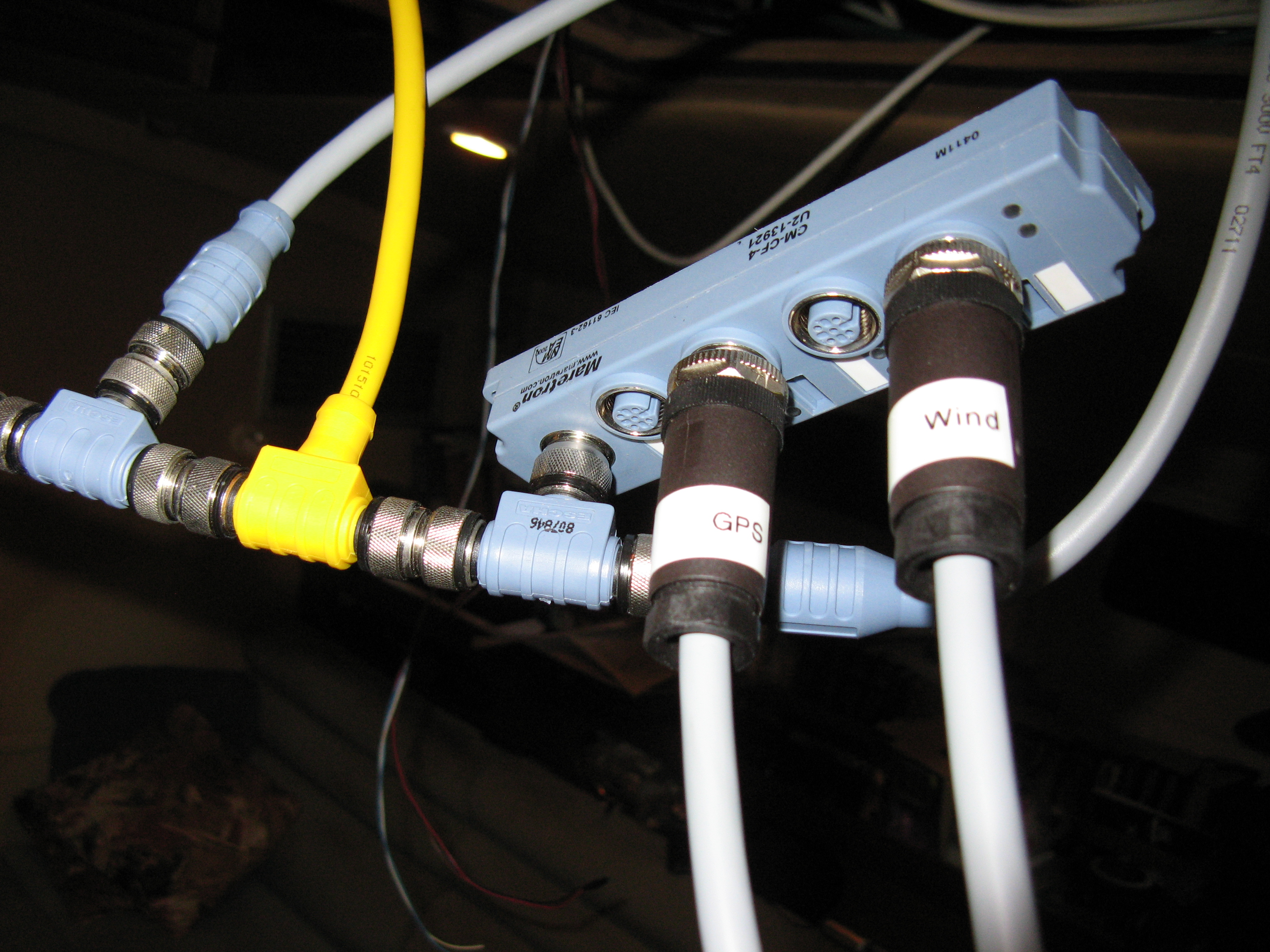
M12 커넥터를 사용하는 NMEA 2000 케이블

IEC 61076-2-101에 명시된 M12 커넥터는 NMEA 2000, DeviceNet, IO-Link, 일부 종류의 산업용 이더넷 등에 사용되는 12mm 외경 결합 나사산을 가진 원형 전기 플러그/수용기 쌍이다.
원형 디자인의 단점은 직사각형 커넥터에 비해 배열로 사용할 때 패널 공간을 비효율적으로 사용한다는 점이다.
원형 커넥터는 일반적으로 백셸을 사용하는데, 이는 물리적 및 전자기적 보호를 제공하며, 때로는 커넥터를 수용기에 고정하는 방법도 제공한다. 어떤 경우에는 이 백셸이 O링 또는 포팅을 사용하여 개스킷을 통해 기밀 밀봉 또는 어느 정도의 침투 보호를 제공한다.

### 하이브리드 커넥터
하이브리드 커넥터는 일반적으로 인서트를 포함하는 하우징을 통해 다양한 커넥터 유형의 혼합을 허용한다. 이러한 하우징은 또한 전기적 및 비전기적 인터페이스의 혼합을 허용할 수 있으며, 후자의 예로는 공압 라인 커넥터 및 광섬유 커넥터가 있다. 하이브리드 커넥터는 모듈식 특성을 가지므로 조립, 수리 및 향후 수정을 단순화하는 경향이 있다. 또한 개별 케이블 및 커넥터 어셈블리 수를 줄여 장비 설치 시간을 단축할 수 있는 복합 케이블 어셈블리를 생성할 수 있다.

## 기계적 특징

### 핀 순서
일부 커넥터는 삽입 시 특정 핀이 다른 핀보다 먼저 접촉하고, 분리 시 먼저 끊어지도록 설계되었다. 이는 종종 전원 커넥터에서 장비를 보호하기 위해 사용된다. 예를 들어, 안전 접지를 먼저 연결하는 식이다. 또한 핫 스와핑에서 연결을 올바르게 순서대로 처리하는 방법으로 디지털 신호에도 사용된다.

### 키잉
많은 커넥터는 특정 기계 부품(때때로 키웨이라고 불림)으로 키잉되어 있어 잘못된 방향으로 결합되는 것을 방지한다. 이는 잘못된 각도로 또는 잘못된 커넥터에 끼워 넣어 커넥터에 기계적 손상을 방지하거나, 오디오 케이블을 전원 콘센트에 꽂는 것과 같이 호환되지 않거나 위험한 전기 연결을 방지하는 데 사용될 수 있다. 키잉은 또한 다른 면에서 대칭인 커넥터가 잘못된 방향이나 극성으로 연결되는 것을 방지한다. 키잉은 신호 전자제품과 같이 유사한 커넥터가 많은 상황에서 특히 중요하다.:26 예를 들어, XLR 단자에는 올바른 방향을 보장하는 노치가 있으며, 미니 DIN 단자 플러그에는 소켓의 해당 구멍에 맞는 플라스틱 돌출부가 있다(또한 보조 키잉을 제공하는 노치형 금속 스커트도 있다).

### 잠금 메커니즘
일부 커넥터 하우징은 우발적인 분리 또는 불량한 환경 밀봉을 방지하기 위한 잠금 메커니즘으로 설계되었다. 잠금 메커니즘 설계에는 다양한 종류의 잠금 레버, 잭스크루, 나사식 셸, 푸시-풀 커넥터, 토글 또는 총검 시스템이 포함된다. 특히 접촉부가 많은 일부 커넥터는 연결 및 분리에 높은 힘이 필요하다. 이러한 커넥터의 잠금 레버와 잭스크루 및 나사식 셸은 연결 시 커넥터를 고정하고 연결 및 분리에 필요한 힘을 제공하는 역할을 한다. 적용 요구 사항에 따라 잠금 메커니즘이 있는 하우징은 물리적 충격 및 진동, 물 분무, 먼지 등을 포함한 다양한 환경 시뮬레이션에서 테스트될 수 있다. 이는 전기 연결 및 하우징 실의 무결성을 보장하기 위함이다.

### 백셸
백셸은 산업용 및 고신뢰성 커넥터, 특히 원형 커넥터에 일반적으로 사용되는 액세서리이다. 백셸은 일반적으로 커넥터 및 케이블을 환경적 또는 기계적 스트레스로부터 보호하거나 전자파장애로부터 차폐한다. 다양한 크기, 모양, 재료 및 보호 수준을 포함하여 다양한 목적에 맞는 여러 유형의 백셸이 있다. 백셸은 일반적으로 클램프 또는 몰딩된 부츠로 케이블에 고정되며, 결합 수용기에 부착하기 위해 나사산이 있을 수 있다. 군사 및 항공우주용 백셸은 미국 내에서 SAE AS85049에 의해 규제된다.

### 하이퍼볼로이드 접점
극심한 환경에서 안정적인 신호 안정성을 제공하기 위해서는 기존의 핀 및 소켓 설계로는 부적절할 수 있다. 하이퍼볼로이드 접점은 진동 및 충격과 같은 더 극심한 물리적 요구 사항을 견딜 수 있도록 설계되었다. 또한 삽입력이 약 40% 더 적게 필요하며 –  접점당 0.3 뉴턴 (1 ozf)만큼 낮다. – 이는 수명을 연장하고, 경우에 따라서는 ZIF 커넥터의 대안이 된다.
하이퍼볼로이드 접점이 있는 커넥터에서 각 암 접점은 동일한 간격의 여러 종방향 와이어가 쌍곡선 모양으로 꼬여 있다. 이 와이어는 변형에 대한 복원력이 매우 높지만 여전히 어느 정도 탄성이 있어 본질적으로 선형 스프링 역할을 한다. 수컷 핀이 삽입되면 소켓 반쪽의 축방향 와이어가 휘어져 핀 주위를 감싸 여러 접점을 제공한다. 하이퍼볼로이드 구조를 형성하는 내부 와이어는 일반적으로 하우징의 홈 또는 노치에 끝을 구부려 고정된다.
하이퍼볼로이드 접점은 일부 상황에서 신뢰할 수 있는 연결을 만드는 유일한 옵션일 수 있지만, 커넥터에서 더 큰 부피를 차지한다는 단점이 있어 고밀도 커넥터에 문제가 될 수 있다. 또한 기존의 핀 및 소켓 접점보다 훨씬 비싸서 1920년대 빌헬름 해럴드 프레더릭이 발명한 이후 채택이 제한되었다. 1950년대에 프랑수아 보넘은 그의 "Hypertac" 커넥터로 하이퍼볼로이드 접점을 대중화했으며, 이는 나중에 스미스 그룹에 인수되었다. 다음 수십 년 동안 커넥터는 꾸준히 인기를 얻었으며, 의료, 산업, 군사, 항공우주 및 철도 애플리케이션(특히 유럽의 열차)에 여전히 사용되고 있다.

### 포고 핀

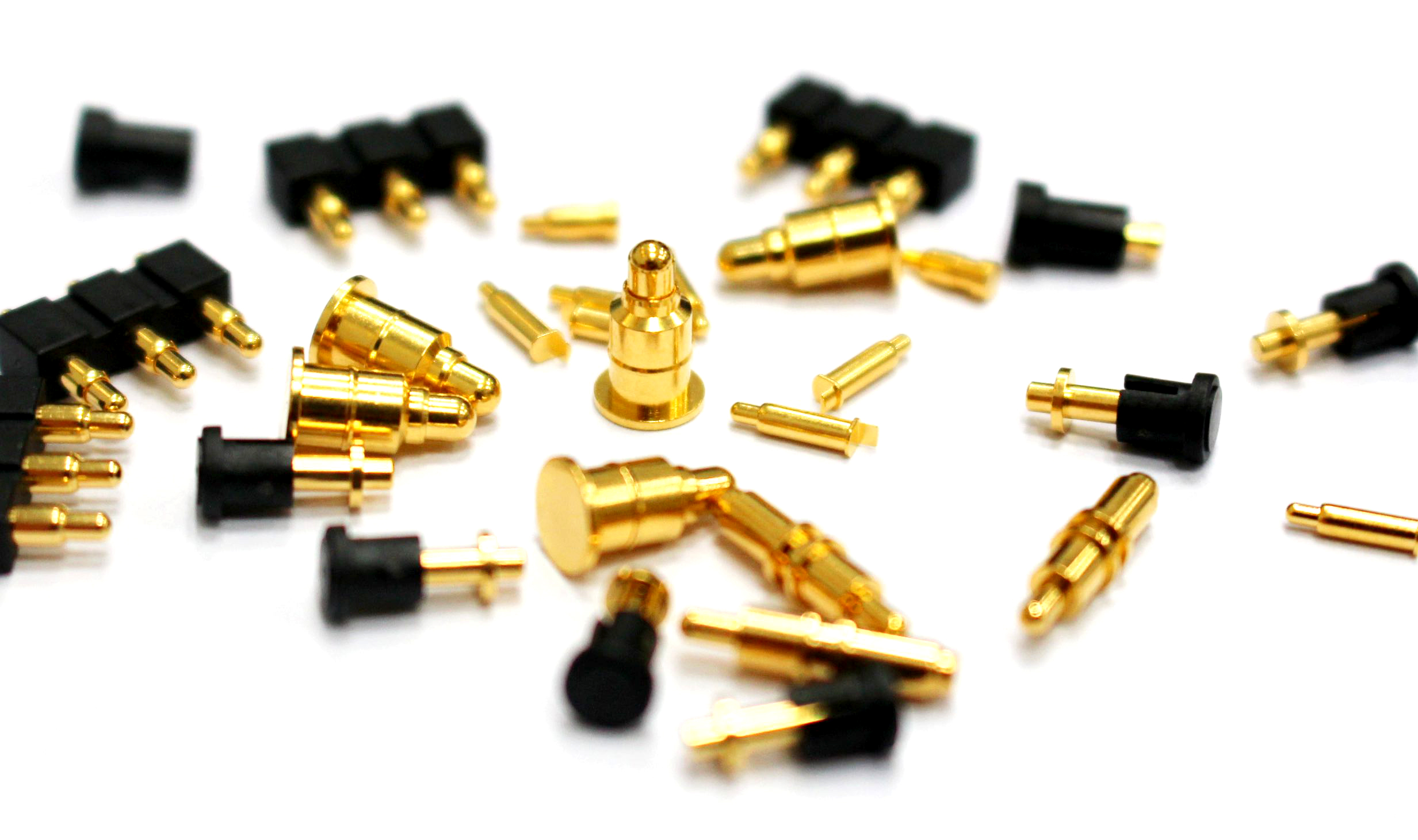
포고 핀 커넥터

포고 핀 또는 스프링 로드 커넥터는 기계적 복원력과 사용 편의성이 우선인 소비자 및 산업 제품에 일반적으로 사용된다. 커넥터는 배럴, 스프링 및 플런저로 구성된다. 안전을 위해 빠른 분리가 필요한 맥세이프 커넥터와 같은 애플리케이션에 사용된다. 마찰이 아닌 스프링 압력에 의존하기 때문에 기존의 핀 및 소켓 설계보다 내구성이 뛰어나고 손상이 적어 회로 내 테스트에 사용된다.

### 크라운 스프링 커넥터

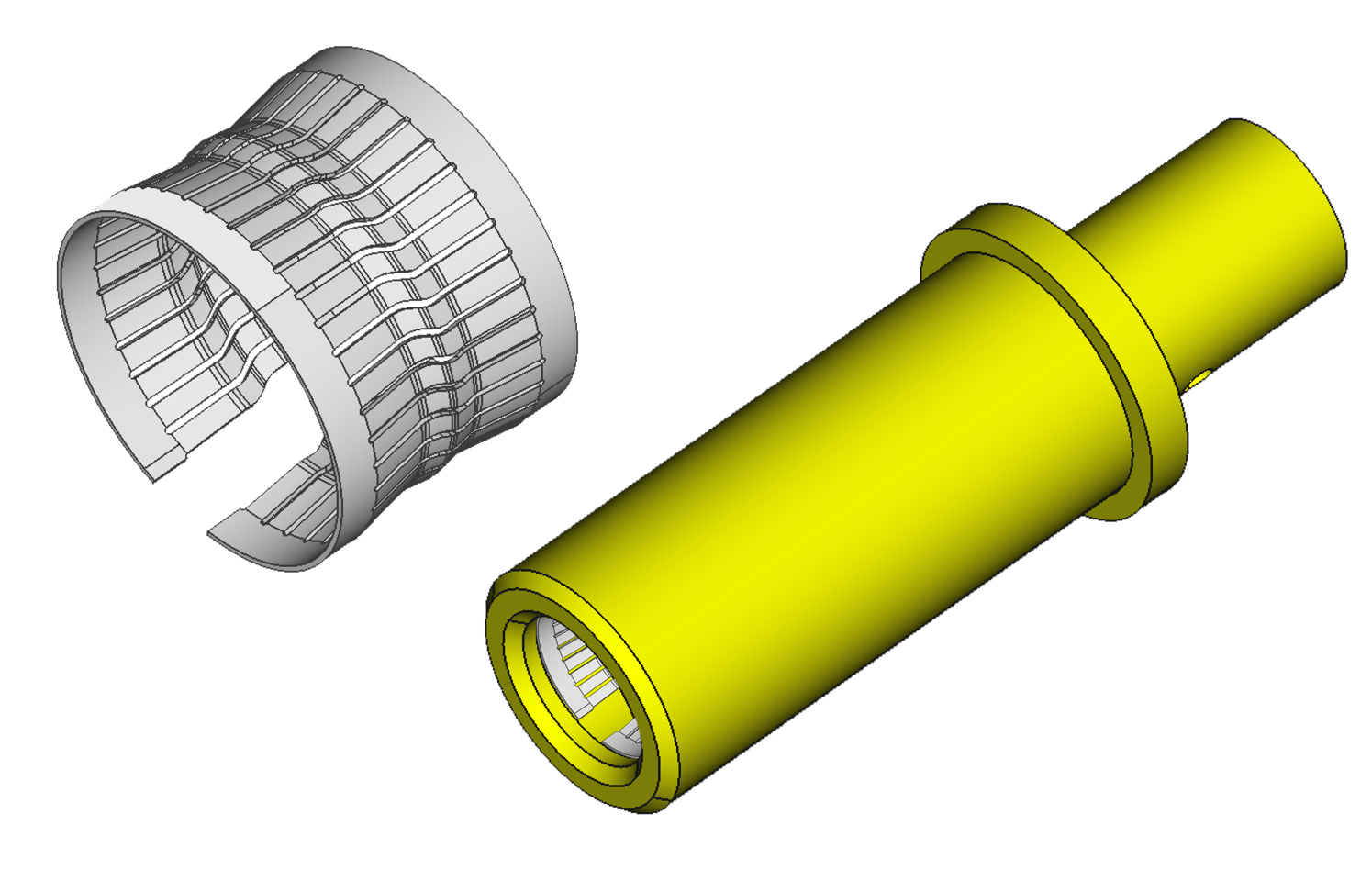
일반적인 크라운 스프링 플러그 및 암컷 소켓

크라운 스프링 커넥터는 일반적으로 더 높은 전류 흐름 및 산업용 애플리케이션에 사용된다. 이들은 접점 수가 많아 기존의 핀 및 소켓 커넥터보다 전기적으로 더 신뢰할 수 있는 연결을 제공한다.

## 연결 방법
기술적으로 부정확하지만, 전기 단자는 한쪽 끝에 영구적으로 연결되고 다른 쪽 끝에는 (일반적으로) 분리 가능한 두 가지 연결 방법 간의 어댑터 유형으로 볼 수 있다.:40 정의에 따르면, 이 "어댑터"의 각 끝은 다른 연결 방법을 갖는다 – 예: 수컷 폰 커넥터의 납땜 탭과 수컷 폰 커넥터 자체. 이 예에서 케이블에 연결된 납땜 탭은 영구적인 연결을 나타내며, 수컷 커넥터 부분은 암컷 소켓과 인터페이스하여 분리 가능한 연결을 형성한다.
케이블 또는 장치에 커넥터를 적용하는 방법은 여러 가지가 있다. 이들 방법 중 일부는 특수 도구 없이도 가능하다. 다른 방법은 특수 도구가 필요하지만 커넥터를 훨씬 빠르고 안정적으로 조립할 수 있으며 수리를 더 쉽게 만든다.
커넥터가 모든 사양을 충족하면서 상대방과 연결 및 분리할 수 있는 횟수를 결합 주기라고 하며, 이는 커넥터 수명의 간접적인 척도이다. 커넥터 접점에 사용되는 재료, 도금 유형 및 두께는 결합 주기를 결정하는 주요 요소이다.

### 플러그 및 소켓 커넥터
플러그 및 소켓 커넥터는 일반적으로 수컷 플러그 (일반적으로 핀 접점)와 암컷 소켓 (일반적으로 수용기 접점)으로 구성된다. 종종 소켓은 섀시 커넥터와 같이 장치에 영구적으로 고정되고 (위 참조), 플러그는 케이블에 부착된다.
플러그는 일반적으로 하나 이상의 핀 또는 프롱을 가지며, 이는 결합 소켓의 구멍에 삽입된다. 결합 금속 부품 간의 연결은 양호한 전기적 연결을 만들고 회로를 완성하기에 충분히 단단해야 한다. 플러그 및 소켓 연결의 대안 유형은 더 신뢰할 수 있는 전기적 연결을 만드는 하이퍼볼로이드 접점을 사용한다. 다중 핀 커넥터로 작업할 때 각 핀에 연결된 와이어 또는 회로 노드를 식별하기 위해 핀 배열 다이어그램이 도움이 된다.
일부 커넥터 스타일은 단일 장치에 핀 및 소켓 연결 유형을 결합할 수 있으며, 이를 자웅동체 커넥터라고 한다.:56 이러한 커넥터는 수컷 및 암컷 측면 모두와 결합하며, 돌출부와 함몰부를 모두 포함하는 상보적인 쌍을 이루는 동일한 부품을 포함한다. 이러한 결합면은 크기와 유형이 일치하는 한 성별에 관계없이 다른 모든 것과 자유롭게 결합하는 동일한 피팅에 장착된다.
때로는 많은 이더넷 패치 케이블처럼 케이블의 양쪽 끝이 동일한 성별의 커넥터로 종단되기도 한다. 다른 응용 프로그램에서는 양쪽 끝이 다르게 종단되는데, 동일한 커넥터의 수컷과 암컷(예: 연장선)이거나 호환되지 않는 커넥터로, 때로는 어댑터 케이블이라고도 한다.
플러그와 소켓은 블레이드 커넥터, 브레드보드, XLR 단자, 자동차 전원 콘센트, 바나나 단자, 폰 커넥터를 포함한 다양한 커넥터 시스템에서 널리 사용된다.

#### 잭 및 플러그

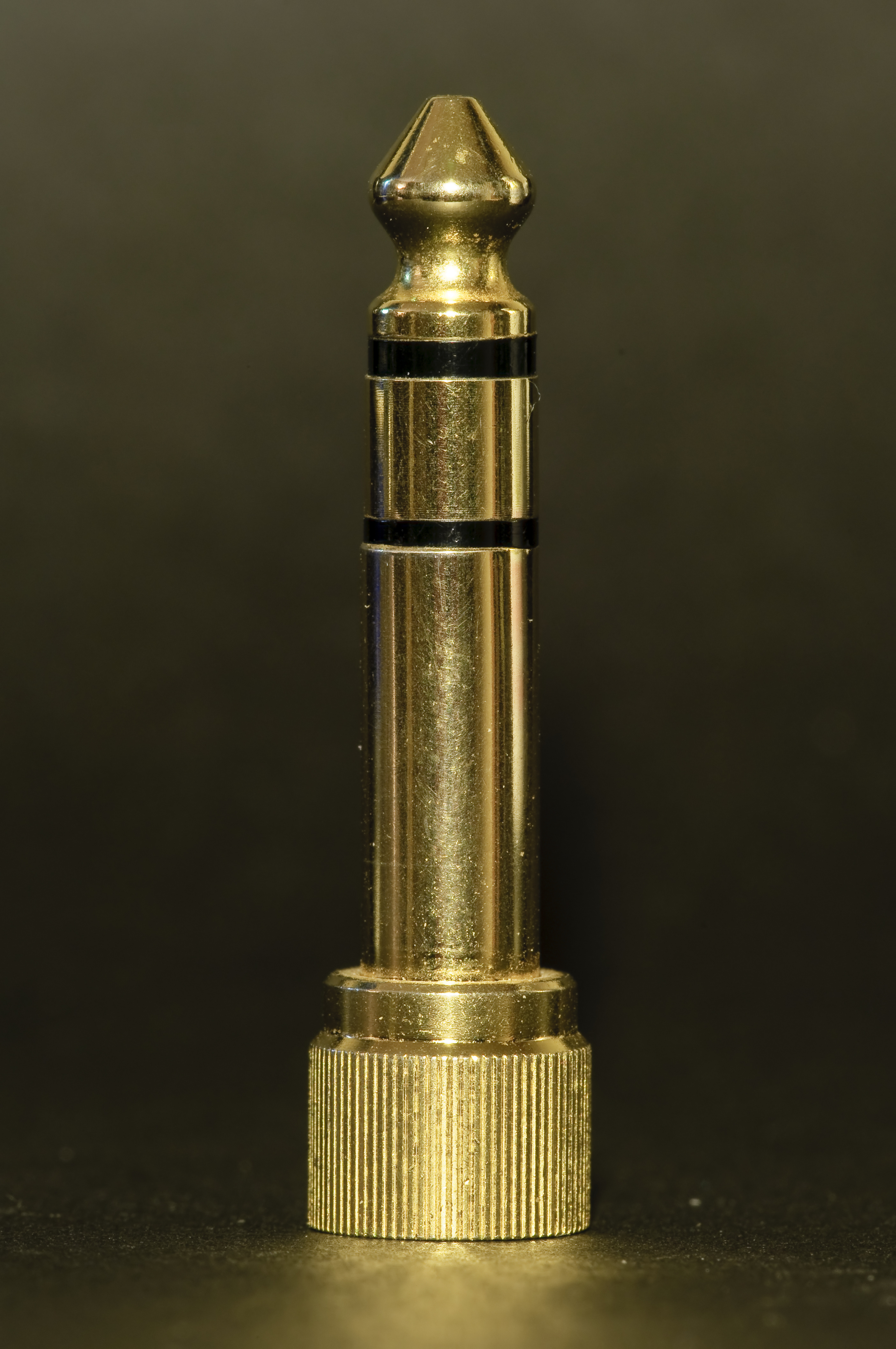
수컷 폰 커넥터

잭은 격벽 또는 인클로저 표면에 설치되며 상대방인 플러그와 결합하는 커넥터이다. 미국 기계 기술자 협회에 따르면, 한 쌍의 커넥터 중 고정된(더 고정된) 커넥터는 잭(J로 표기)으로 분류되며, 일반적으로 섀시 마운트 또는 패널 마운트 커넥터와 같이 장비에 부착된다. 이동 가능한(덜 고정된) 커넥터는 플러그(P로 표기)로 분류되며, 와이어, 케이블 또는 탈착식 전기 어셈블리에 부착되도록 설계되었다. 이 규칙은 현재 ASME Y14.44-2008에서 정의되며, 이는 IEEE 200-1975를 대체하고, IEEE 200-1975는 오랫동안 폐지된 MIL-STD-16(1950년대)에서 파생되었으며, 이 커넥터 명명 규칙의 유산을 강조한다. IEEE 315-1975는 ASME Y14.44-2008과 함께 잭과 플러그를 정의한다.
"잭"이라는 용어는 몇 가지 관련 용어에서 사용된다:
- 전기 통신 및 컴퓨터 망에 사용되는 RJ11, RJ45 및 기타 유사한 커넥터의 레지스터드 잭 또는 모듈러 잭
- 원래 1⁄4 인치 (6.35 mm) 전화 플러그에 맞는 소켓인 수동 전화 교환기의 전화 잭
- 다양한 구성으로 많은 전자 애플리케이션에 일반적인 1⁄4 인치 (6.35 mm) 폰 커넥터, 때로는 헤드폰 잭이라고도 불림
- 소비자 오디오비주얼 전자제품에 일반적인 RCA 단자, 포노 잭이라고도 함
- 18.0볼트 미만의 전원 공급 장치가 필요한 소비자 가전에 사용되는 EIAJ 커넥터

### 압착 커넥터

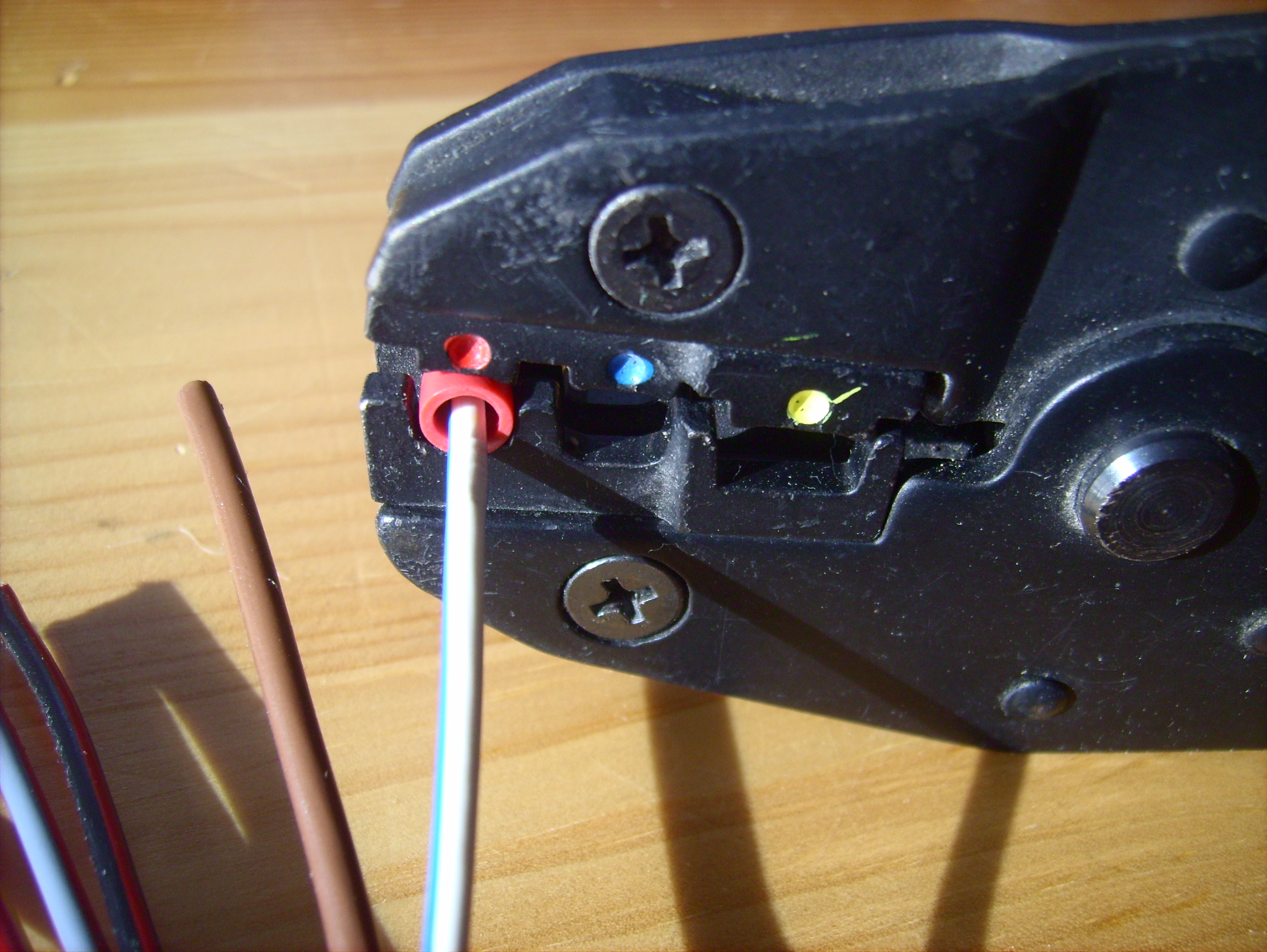
압착 공구를 사용하여 와이어와 커넥터를 압착하는 모습

압착 커넥터는 무납땜 연결의 일종으로, 기계적 마찰과 균일한 변형을 사용하여 커넥터를 미리 벗겨진 와이어(일반적으로 연선)에 고정한다. 압착은 스플라이스 커넥터, 압착 다중핀 플러그 및 소켓, 압착 동축 커넥터에 사용된다. 압착은 일반적으로 특수 압착 도구를 필요로 하지만, 커넥터는 빠르고 쉽게 설치할 수 있으며, 납땜 연결 또는 절연 변위 커넥터의 일반적인 대안이다. 효과적인 압착 연결은 커넥터 금속을 항복점을 지나 변형시켜 압축된 와이어가 주변 커넥터에 장력을 유발하고, 이러한 힘이 서로 상쇄되어 높은 수준의 정적 마찰을 생성한다. 압착 연결의 탄성 요소로 인해 진동 및 열충격에 대한 저항력이 매우 높다.
압착 접점은 영구적이다(즉, 커넥터와 와이어 끝은 재사용할 수 없다).
압착 플러그 앤 소켓 커넥터는 후방 분리 또는 전방 분리로 분류할 수 있다. 이는 핀이 고정되는 커넥터의 측면과 관련이 있다.
- 전방 분리 접점은 커넥터의 전면(접점 측)에서 분리되어 후면에서 제거된다. 제거 도구는 접점의 전면 부분과 맞물려 커넥터의 후면으로 밀어낸다.
- 후방 분리 접점은 커넥터의 후면(와이어 측)에서 분리되고 제거된다. 제거 도구는 후면에서 접점을 해제하고 리테이너에서 접점을 당겨낸다.

### 납땜 커넥터
많은 플러그 및 소켓 커넥터는 커넥터 뒷면의 전극에 도체를 납땜하여 와이어 또는 케이블에 부착된다. 커넥터의 납땜 접합부는 올바르게 실행되면 견고하고 신뢰할 수 있지만, 일반적으로 압착 연결보다 만드는 데 시간이 더 오래 걸린다. 와이어를 커넥터 뒷면에 납땜해야 할 경우, 연결을 보호하고 스트레인 릴리프를 추가하기 위해 백셸이 종종 사용된다. 설치자가 와이어를 삽입하기 전에 납땜으로 채우는 원통형 공동으로 구성된 금속 납땜 버킷 또는 납땜 컵이 제공된다.
납땜 연결을 만들 때 핀이나 와이어 사이의 유전체를 녹일 수 있다. 이는 금속의 열전도율로 인해 열이 케이블과 커넥터를 통해 빠르게 분산되고, 이 열이 플라스틱 유전체를 녹이면 합선 또는 "플레어"(원뿔형) 절연을 유발할 수 있기 때문에 문제가 발생할 수 있다. 납땜 조인트는 또한 진동 및 압축을 받을 때 압착 조인트보다 기계적 고장에 더 취약하다.

### 절연 변위 커넥터
와이어에서 절연을 벗겨내는 것은 시간이 많이 걸리기 때문에 빠른 조립을 위한 많은 커넥터는 와이어가 삽입될 때 절연을 자르는 절연 변위 커넥터를 사용한다. 이들은 일반적으로 단자의 포크 모양 개구부 형태로 되어 있으며, 절연된 와이어가 그 안으로 눌러져 절연을 뚫고 도체와 접촉한다. 생산 라인에서 이러한 연결을 안정적으로 만들기 위해 특수 도구가 조립 중에 가해지는 힘을 정확하게 제어한다. 소규모에서는 이러한 도구가 압착 연결용 도구보다 비용이 더 많이 드는 경향이 있다.
절연 변위 커넥터는 일반적으로 신호용 소형 도체 및 저전압에 사용된다. 몇 암페어 이상을 전달하는 전원 도체는 다른 수단으로 더 안정적으로 종단되지만, "핫 탭" 압착식 커넥터는 기존 배선에 추가하기 위한 자동차 애플리케이션에서 일부 사용된다.
일반적인 예는 컴퓨터 디스크 드라이브에 사용되는 다중 도체 플랫 리본 케이블이다. 많은(약 40개) 와이어 각각을 개별적으로 종단하는 것은 느리고 오류가 발생하기 쉽지만, 절연 변위 커넥터는 한 번에 모든 와이어를 종단할 수 있다. 또 다른 매우 일반적인 용도는 비차폐 연선 배선을 종단하는 데 사용되는 소위 펀치다운 블록이다.

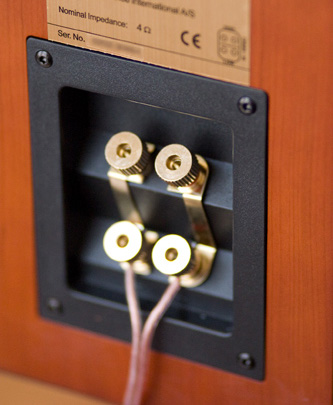
바인딩 포스트에 있는 바이 앰프 스피커

### 바인딩 포스트
바인딩 포스트는 단선 연결 방식으로, 피복을 벗긴 선을 금속 전극에 나사로 조이거나 클램프로 고정한다. 이러한 커넥터는 전자 테스트 장비 및 오디오에서 자주 사용된다. 많은 바인딩 포스트는 바나나 단자도 사용할 수 있다.

### 나사 단자
나사 연결은 간단하지만 신뢰할 수 있는 구조 때문에 장치 내부의 반영구적 배선 및 연결에 자주 사용된다. 모든 나사 단자의 기본 원리는 나사 머리가 피복을 벗긴 도체를 고정하는 것이다. 여러 도체를 결합하거나, 인쇄 회로 기판에 와이어를 연결하거나, 케이블을 플러그나 소켓으로 종단하는 데 사용할 수 있다.:50 고정 나사는 종축(와이어와 평행) 또는 횡축(와이어와 수직) 또는 둘 다에서 작동할 수 있다. 일부 단점은 와이어 연결이 단순히 케이블을 꽂는 것보다 어렵고, 나사 단자가 일반적으로 사람이나 외부 전도성 물질과의 접촉으로부터 잘 보호되지 않는다는 점이다.

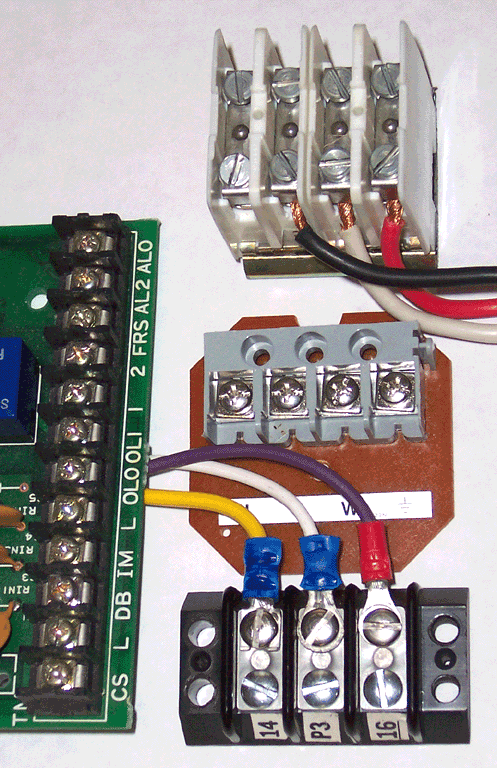
다양한 유형의 터미널 블록

터미널 블록(또는 터미널 보드 또는 스트립)은 스플라이스 또는 끝을 물리적으로 연결하지 않고 개별 전기 와이어를 연결하는 편리한 수단을 제공한다. 터미널 블록은 다양한 와이어 크기 및 터미널 수량에 대해 쉽게 사용할 수 있으므로 사용 가능한 가장 유연한 유형의 전기 단자 중 하나이다. 터미널 블록의 한 유형은 끝에서 짧은 길이의 절연만 벗겨낸 와이어를 허용한다. 다른 유형은 종종 배리어 스트립이라고 불리며, 와이어에 링 또는 스페이드 터미널 러그가 압착된 와이어를 허용한다.
인쇄 회로 기판(PCB)에 장착된 나사 단자는 개별 와이어가 보드에 납땜된 리드를 통해 PCB에 연결되도록 한다.

### 링 및 스페이드 커넥터

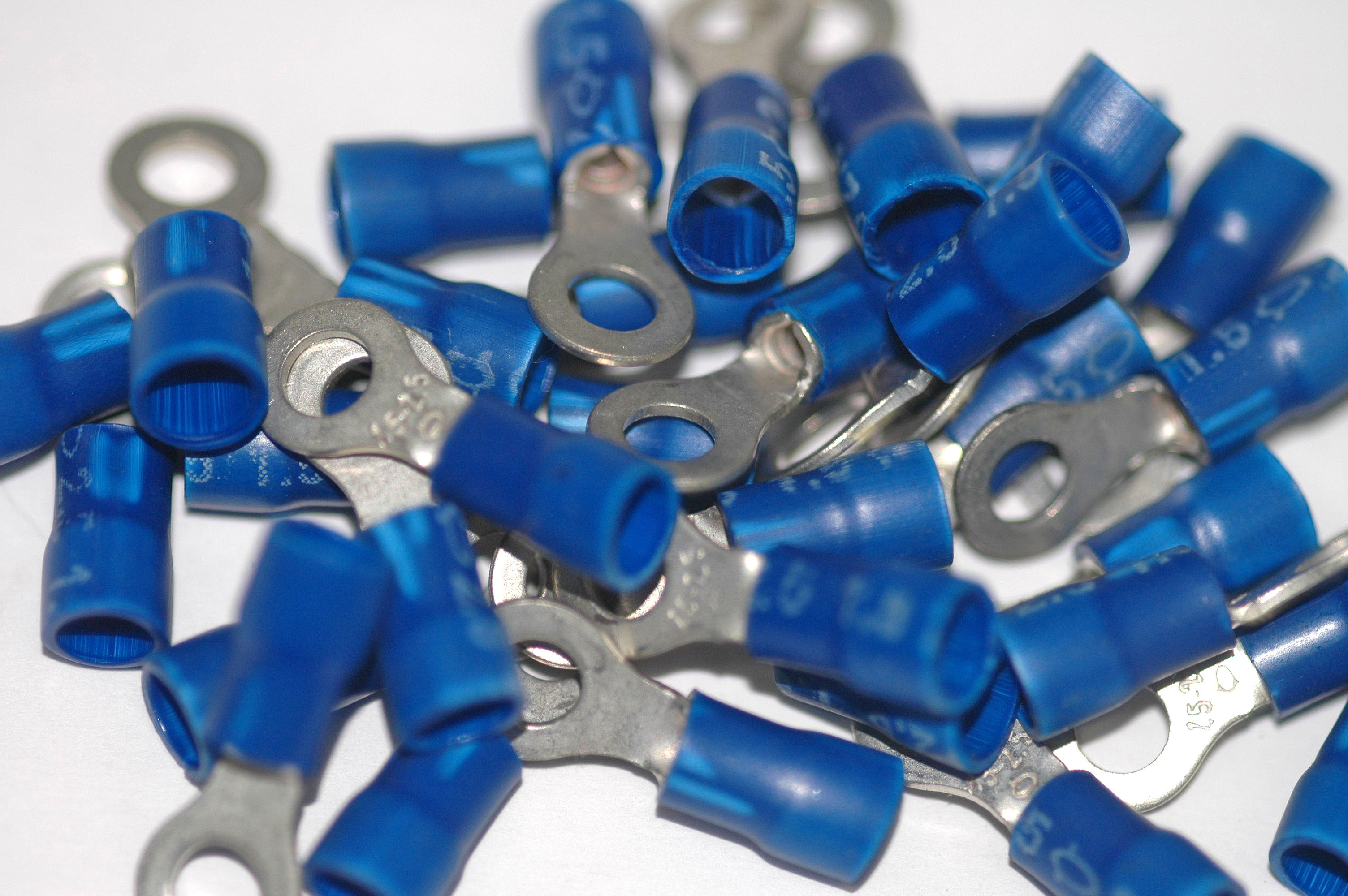
링형 와이어 끝 압착 커넥터

그림의 상단 행에 있는 커넥터는 링 터미널과 스페이드 터미널(때로는 포크 또는 분할 링 터미널이라고도 함)로 알려져 있다. 전기적 접촉은 링 또는 스페이드의 평평한 표면에 의해 이루어지며, 기계적으로는 나사 또는 볼트를 통과시켜 부착된다. 스페이드 터미널 폼 팩터는 스페이드 터미널을 제거하거나 부착할 때 나사 또는 볼트를 부분적으로 조여 놓을 수 있으므로 연결을 용이하게 한다. 크기는 전도 와이어의 게이지와 내부 및 외부 직경으로 결정할 수 있다.
절연 압착 커넥터의 경우 압착 영역은 압착력이 작용하는 절연 슬리브 아래에 있다. 압착하는 동안 이 절연 슬리브의 연장된 끝은 케이블의 절연된 영역 주위에 동시에 압착되어 스트레인 릴리프를 생성한다. 절연 커넥터의 절연 슬리브에는 와이어의 단면적을 나타내는 색상이 있다. 색상은 DIN 46245에 따라 표준화되어 있다.
- 0.5 ~ 1 mm² 단면적의 경우 빨간색
- 1.5 ~ 2.5 mm² 단면적의 경우 파란색
- 4 ~ 6 mm² 이상의 단면적의 경우 노란색

### 블레이드 커넥터

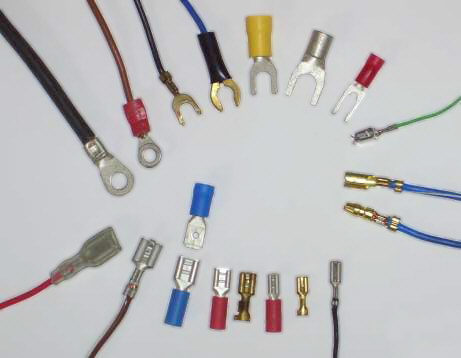
블레이드 커넥터 (사진의 하단). 링 및 스페이드 터미널 (상단). 총알 터미널, 수컷 및 암컷 (오른쪽 중앙, 파란색 와이어).

블레이드 커넥터는 평평한 전도성 블레이드(플러그)를 수용기에 삽입하는 단선, 플러그-앤-소켓 연결 장치 유형이다. 와이어는 일반적으로 압착 또는 납땜을 통해 수컷 또는 암컷 블레이드 커넥터 단자에 부착된다. 절연 및 비절연 품종이 모두 있다. 어떤 경우에는 블레이드가 구성 요소(스위치 또는 스피커 장치와 같은)의 통합 제조 부품이며, 상호 커넥터 단자가 장치의 커넥터 단자에 밀어 넣어지는 방식이다.

### 기타 연결 방법
- 악어 및 크로커다일 클립 – 임시 연결에 사용되는 전도성 클램프 (예: 점퍼 케이블)
- 기판 간 커넥터 – 예: 카드 에지 커넥터 또는 FPGA 메자닌 커넥터
- 트위스트 온 와이어 커넥터 (예: 와이어 너트) – 약 10 AWG까지의 와이어용 저전압 전원 회로에 사용됨
- 와이어 랩 – 오래된 회로 기판에 사용됨

## 같이 보기
- 어댑터
- 핀 굽힘 분석
- 케이블 글랜드
- 전기 접점
- 전기 회로
- 전기 종단
- 커넥터와 고정 장치의 성별
- InCa3D
- 전구 소켓
- 라인 스플라이스
- 포트헤드 고전압 전력 케이블의 종단
- 티 커넥터
- 진공관 소켓
- 트위스트 온 와이어 커넥터

### 커넥터
- 콘센트
- 영상 및 음성 단자
- 바나나 단자
- 배터리 홀더
- 배터리 터미널
- 동축 전원 커넥터
- 컴퓨터 하드웨어 포트
- 악어 클립
- DC 단자
- DIN 단자
- 독 커넥터
- D-sub
- 에지 커넥터
- 엘라스토머 커넥터
- IEC 기기 커플러 (IEC 60320)
- JST 커넥터
- 미니 DIN 단자
- 광섬유 커넥터
- 폰 커넥터
- 핀 헤더
- RCA 단자
- RJ-XX 커넥터
- 플렉서블 전자회로